# Jan Prymus
Jan Juliusz Prymus (ur. 11 listopada 1882, zm. 1 maja 1964) – pułkownik piechoty Wojska Polskiego.

## Życiorys
We wrześniu 1902 rozpoczął zawodową służbę w cesarsko-królewskiej Obronie Krajowej. Został wcielony do Pułku Piechoty Obrony Krajowej Nr 31 w Cieszynie. W 1909 został przeniesiony do Pułku Piechoty Obrony Krajowej Nr 4 w Klagenfurcie. W szeregach tego oddziału, który w 1917 został przemianowany na Pułk Strzelców Górskich Nr 1, walczył na I wojnie światowej. W czasie służby awansował na kolejne stopnie: kadeta-zastępcy oficera (starszeństwo z 1 września 1902), porucznika (starszeństwo z 1 listopada 1903), nadporucznika (starszeństwo z 1 listopada 1909) i kapitana (starszeństwo z 1 sierpnia 1914).
12 kwietnia 1919 został przyjęty do Wojska Polskiego z zatwierdzeniem posiadanego stopnia kapitana ze starszeństwem z 1 sierpnia 1914 i przydzielony z dniem 1 listopada 1918 do Komendy Placu Dziedzice. 2 czerwca 1919 został przeniesiony do 30 Pułku Piechoty. 11 czerwca 1920 został zatwierdzony z dniem 1 kwietnia 1920 w stopniu podpułkownika, w piechocie, w grupie oficerów byłej armii austriacko-węgierskiej. Był wówczas dowódcą Baonu Zapasowego 28 Pułku Piechoty w Łodzi.
Od 22 sierpnia 1920 do 7 lipca 1921 dowodził 70 Pułku Piechoty . 3 maja 1922 został zweryfikowany w stopniu podpułkownika ze starszeństwem z 1 czerwca 1919 i 84. lokatą w korpusie oficerów piechoty. W lipcu tego roku został przeniesiony do 42 Pułku Piechoty w Białymstoku na stanowisko dowódcy batalionu. W listopadzie 1922 został przeniesiony do 43 Pułku Piechoty w Dubnie na stanowisko dowódcy batalionu sztabowego, a w następnym roku przesunięty na stanowisko zastępcy dowódcy pułku. W lutym 1924 został przeniesiony do 16 Pułku Piechoty w Tarnowie na stanowisko dowódcy pułku. 31 marca tego roku został mianowany pułkownikiem ze starszeństwem z 1 lipca 1923 i 18. lokatą w korpusie oficerów piechoty. W październiku 1926 został przydzielony do 27 Dywizji Piechoty w Kowlu na stanowisko oficera sztabowego Przysposobienia Wojskowego. W kwietniu 1927 został zwolniony z zajmowanego stanowiska z równoczesnym przeniesieniem służbowym do Powiatowej Komendy Uzupełnień Suwałki w celu odbycia praktyki poborowej. W listopadzie tego roku został przydzielony do Powiatowej Komendy Uzupełnień Łuck na stanowisko komendanta. Z dniem 31 grudnia 1928 został przeniesiony w stan spoczynku.
W 1934, jako oficer stanu spoczynku pozostawał w ewidencji Powiatowej Komendy Uzupełnień Bielsko na Śląsku. Posiadał przydział do Oficerskiej Kadry Okręgowej Nr V. Był wówczas „przewidziany do użycia w czasie wojny”.
Zmarł 1 maja 1964 i został pochowany na cmentarzu ewangelickim przy ul. Listopadowej w Bielsku (sektor D, rząd 1, grób 25).

## Ordery i odznaczenia
- Krzyż Walecznych[32]
- Order Korony Żelaznej 3. klasy z dekoracją wojenną i mieczami[5]
- Krzyż Zasługi Wojskowej 3 klasy z dekoracją wojenną i mieczami[5]
- Srebrny Medal Zasługi Wojskowej z mieczami na wstążce Krzyża Zasługi Wojskowej[5]
- Brązowy Medal Zasługi Wojskowej z mieczami na wstążce Krzyża Zasługi Wojskowej[5]
- Krzyż Jubileuszowy Wojskowy[5]